# Naxioides teatui
Naxioides teatui is een krabbensoort uit de familie van de Epialtidae. De wetenschappelijke naam van de soort is voor het eerst geldig gepubliceerd in 1995 door Poupin.